# جک نورثروپ
جک نورثروپ، (به انگلیسی: Jack Northrop) (زاده ۱۰ نوامبر ۱۸۹۵ - درگذشته ۱۸ فوریه ۱۹۸۱) کارآفرین، مهندس هوانوردی و طراح صنعتی آمریکایی بود، که در سال ۱۹۳۹ شرکت نورثروپ را تأسیس نمود.
نورثروپ پیش از تأسیس شرکت خود، سال‌ها در شرکت‌های لاکهید کورپوریشن و شرکت هواپیماسازی داگلاس به عنوان طراح هواگرد، فعالیت نمود.